# Citra Febrianti
Citra Febrianti (ur. 22 lutego 1988 w Pringsewu) – indonezyjska sztangistka, srebrna medalistka igrzysk olimpijskich.

## Kariera
Na igrzyskach olimpijskich w Londynie w 2012 roku wywalczyła srebrny medal w wadze piórkowej. W zawodach tych rozdzieliła na podium Hsu Shu-ching z Tajwanu i Ukrainkę Juliję Paratową. Pierwotnie Febrianti zajęła trzecie miejsce, jednak w 2016 roku zdyskwalifikowana za doping została Zulfija Czinszanło z Kazachstanu (1. miejsce), a srebrny medal przyznano Indonezyjce. Był to jej jedyny start olimpijski. Zdobyła ponadto srebrny medal na Igrzyskach Azji Południowo-Wschodniej 2011 w Palembang i Dżakarcie.